# Kuluràkia
Les Kuluràkia (en grec: κουλουράκια) són unes postres gregues tradicionals, elaborades tradicionalment per Setmana Santa per prendre's després de Dissabte Sant.
Són unes galetes de mantega, tradicionalment fetes a mà, amb setinatge d'ou damunt. Tenen un gust dolç delicat, amb tocs de vainilla. Les kuluràkia són famoses per les llavors de sèsam que porten damunt i la seva peculiar forma d'anell. Aquestes galetes eren elaborades sovint pels minoics amb forma de serp, ja que adoraven aquest animal pels seus suposats poders curatius. Actualment poden elaborar-se amb forma de cercle trenat, monyo, vuit, ferradura o lletres gregues, encara que se'ls dona amb freqüència forma semblant a una serp. Acostumen a menjar-se amb el cafè del matí o el te de la tarda. Normalment es conserven en un pot amb tapa, a redós de la humitat.
Estan fetes amb farina, ous, sagí llevat i una petita llavor de color groc fort que és el que li dona el seu gust tan peculiar.